# 70-те командування особливого призначення
LXX-е (70-те) головне командування особливого призначення (нім. Höheres-Kommando z.b.V. LXX) — спеціальне головне командування особливого призначення Сухопутних військ Вермахту за часів Другої світової війни. 25 січня 1943 переформоване на 70-й армійський корпус.

## Історія
LXX-е головне командування особливого призначення було сформоване 25 квітня 1941 року в VI-му військовому окрузі (нім. Wehrkreis VI).

## Райони бойових дій
- Норвегія (квітень 1941 — січень 1943).

## Командування

### Командири
- генерал гірсько-піхотних військ Валентін Фойрштайн (нім. Valentin Feurstein) (4 травня 1941 — 25 січня 1943).

## Бойовий склад 70-го командування особливого призначення
Формування управління, забезпечення та підтримки
- 170-те артилерійське командування (Arko 170);
- 470-та корпусна рота зв'язку (Nachrichten Kompanie 470);
- 70-й польовий батальйон (Feldersatz Bataillon LXX).

- 69-та піхотна дивізія (69. Infanterie-Division);
- 214-та піхотна дивізія (214. Infanterie-Division);
- 163-тя піхотна дивізія (163. Infanterie-Division).

- 69-та піхотна дивізія;
- 214-та піхотна дивізія;
- 710-та піхотна дивізія (710. Infanterie-Division).

- 69-та піхотна дивізія;
- 214-та піхотна дивізія;
- 710-та піхотна дивізія.

- 69-та піхотна дивізія;
- 214-та піхотна дивізія;
- 280-та піхотна дивізія (280. Infanterie-Division);
- 710-та піхотна дивізія;
- 214-й танковий батальйон (Panzer-Abteilung 214).

- 214-та піхотна дивізія;
- 269-та піхотна дивізія (269. Infanterie-Division);
- 280-та піхотна дивізія;
- 710-та піхотна дивізія.